# مک‌آولیف ۳۳۵۲
سیارک ۳۳۵۲ (به انگلیسی: 3352 McAuliffe، نامگذاری:1981CW) سه هزار و سیصد و پنجاه و دومین سیارک کشف شده‌است که در ۶ فوریه ۱۹۸۱ کشف شد.
قدر مطلق سیارک برابر ۱۵٫۸۰ است.